# Kavkaz Center
Kavkaz Center (Russisch: Кавказ-центр) is een Tsjetsjeens internationaal internet-nieuwsagentschap. Het agentschap werd in maart 1999 opgericht in Grozny door de minister van informatie van de Tsjetsjeense Republiek Itsjkerië Movladi Oedoegov, die momenteel door Rusland wordt gezocht in verband met vermeende betrokkenheid bij de aanval op Dagestan van augustus tot september 1999.
Op dit moment wordt de website vooral gebruikt als spreekbuis van de rebellen in hun strijd tegen de Russische aanwezigheid in Tsjetsjenië. De website is in 5 talen beschikbaar (Engels, Arabisch, Oekraïens, Russisch en Turks), waarbij de content per taal sterk varieert. De Russische versie bevat vooral aanvallen op de Russische regering en een bizarre verzameling expliciet seksueel getinte tabloidverhalen uit Rusland, de Verenigde Staten en de Europese Unie onder de noemer 'hun zeden' (нравы). Op de Engelstalige versies ontbreekt deze aanklacht, maar worden vooral vermeende mensenrechtenschendingen door het Russische Leger gemeld en steunbetuigingen aan islamitische opstandelingen uit Irak, Afghanistan en Indonesië geplaatst.
Toen Kavkaz Center een brief van Sjamil Basajev postte, waarin deze de verantwoordelijkheid opeiste voor de Gijzeling in Beslan, werd de website, die werd gehost in Litouwen, gesloten door de Litouwse regering op beschuldiging van hatespeech. De website werd vervolgens gehost op servers in Zweden.